# Toyota Chaser
Der Toyota Chaser ist eine Stufenhecklimousine der oberen Mittelklasse, die von Toyota in Japan von 1977 bis 2000 hergestellt wurde. Er basierte auf der Plattform des Toyota Corona Mark II (später Toyota Mark II) und wurde nur in Japan angeboten. Der Chaser war als einer der „Drillinge“ oder „Vierlinge“ von Toyota bekannt, weil er die gleiche Bodengruppe wie die Modelle Corona Mark II, Cressida und Cresta hat. Die meisten Modelle haben doppelte Querlenker und Schraubenfedern, insbesondere ab der Serie X81. Der Chaser und seine Schwestermodelle werden eine Stufe unter dem Crown eingeordnet, haben aber ein sportlicheres Image mit ihrer etwas niedrigeren Karosserien und stärkeren Motoren (die meisten Toyotas mit 2,5 l Hubraum werden von der 1JZ-Maschine angetrieben). Konkurrenzmodell zum Chaser war der Nissan Skyline.

## 1. Generation (1977–1980)
Der erste Chaser erschien im Juli 1977 mit den Fahrgestellbezeichnungen X30, X31, X40 und X41. Als Antrieb dienten ein 1,8 l-Vierzylinderreihenmotor (3T-U), ein 2,0 l-Motor (18R-U) und zwei 2,0 l-Sechszylinderreihenmotoren (M-U und M-EU) – alles Maschinen mit einer obenliegenden Nockenwelle, die eher auf Sparsamkeit als auf Höchstleistung ausgelegt waren. All diese Modelle waren typische große Toyota-Limousinen.

## 2. Generation (1980–1984)
1980 wurde der neue Chaser mit den Fahrgestellbezeichnungen X51 und X61 vorgestellt. Neu waren zwei 2,0 l-Sechszylinderreihenmotoren, der 1G-EU mit einer obenliegenden Nockenwelle und der 1G-GE mit zwei obenliegenden Nockenwellen.

## 3. Generation (1984–1988)
Der etwas kantige, aber nichtsdestoweniger elegant gezeichnete X70 erschien 1984.

## 4. Generation (1989–1992)
1989 wurde der Chaser der Serie X81 auf dem japanischen Markt eingeführt. Die Modellbezeichnungen lauteten: XL, XG, Raffine, SXL, Avante, Avante Twin Cam 24, GT Twin Turbo und Avante G. Der GT Twin Turbo war die stärkste Variante, dessen 1G-GTE-Motor 210 bhp (154 kW) bei 6.200 min−1 leistete. Die Variante Avante G war am besten ausgestattet. Im August 1989 kamen zwei neue Modelle zum Avante-Spektrum dazu: Der Avante G-L, ein noch luxuriöseres Modell als der Avante G (der für die damalige Zeit schon sehr gut ausgestattet war), und der neue Avante G mit 3,0 l-R6-Saugmotor (7M-GE), der den Turbomotor 1G-GZE des alten Modells ersetzte.
Im August 1990 wurde die gesamte Chaser-Baureihe grundlegend überarbeitet, und einige Modelle bekamen dabei neue Motoren. Die teuersten Modelle Avante G und GT Twin Turbo bekamen den 1JZ-Motor, der auch das Modell JZA70 des zeitgenössischen Sportwagens Supra antrieb, aber auch der Avante G mit dem 3,0 l-R6-Motor wurde weiterhin gebaut. Der Avante G 2.5 bekam den Saugmotor 1JZ-GE, der 180 bhp (132 kW) bei 6.000 min−1 leistete, und der GT Twin Turbo bekam die leistungsfähige, aufgeladene Maschine 1JZ-GTE mit zwei Turboladern, die 280 bhp (206 kW) bei 6.200 min−1 abgab (die höchste Leistung die in Japan gesetzlich erlaubt war). Beide Modelle gab es nur mit vierstufigem Automatikgetriebe.

## 5. Generation (1992–1996)
Im Oktober 1992 ersetzte die Baureihe X90 den alten Chaser der Serie X81. Er bot eine geräumigere Karosserie, bessere Fahreigenschaften und höhere Motorleistungen. Die Karosserie war stärker gerundet und wesentlich länger geworden. Die Modellpalette wurde größtenteils vom Vorgänger übernommen, nur der GT Twin Turbo wurde durch den Tourer V ersetzt. Das Spitzenmodell Avante G wurde von einem 2JZ-GE-Saugmotor mit 220 bhp (162 kW) angetrieben, einem weiterentwickelten Motor der JZ-Serie (der stärkste dieser Evolutionsstufe war der 2JZ-GTE mit zwei Turboladern, der den Supra JZA80 antrieb, der im selben Jahr herauskam). Der Tourer V übernahm den 1JZ-GTE-Motor vom GT Twin Turbo. Es gab auch eine handgeschaltete Version des Tourer V, was besonders gut zur sportlichen Charakteristik des Fahrzeuges passte, und einen Tourer S, im Grunde ein Tourer V ohne Turbolader. Im September 1992 bekamen alle Tourer-Modelle eine verbesserte Ausstattung, die jedoch noch eine Stufe unterhalb der des Avante G war; daher stiegen auch die Verkaufspreise an.
Nachdem der Cressida mit der Generation X81 eingestellt worden war, wurden nur noch der Mark II, der Chaser und der Cresta auf dem japanischen Markt angeboten. Jedes Mitglied dieser Familie bot eine andere Auslegung: Der Chaser war hierbei sportlich orientiert, der Mark II war das Basismodell, der Cresta hingegen luxuriös ausgerichtet. Optisch unterscheiden sich die Modelle stark an Front und Heck (der Cresta auch an den rahmengefassten Türen).

## 6. Generation (1996–2000)
Im September 1996 wurde der Chaser X90 vom neuen Modell X100 abgelöst. Zu dieser Zeit war der Chaser noch sportlicher geworden; für viele ist diese Generation der definitive Chaser mit dem besten Aussehen. Die Palette bestand hauptsächlich aus Avante- und Tourer-Modellen, wobei die Avante die luxuriösen Ausführungen (mit besserer Innenausstattung) und die Tourer die Sportausführungen (mit großen 16″-Rädern) waren. Toyota baute das VVTi-System, die variable Ventilsteuerung des Herstellers, in seine 1JZ-Motoren ein und zusätzlich wurden die Motoren auf mehr Drehmoment getrimmt, da sie schon die in Japan zulässige Höchstleistung erreicht hatten. Der 1JZ-GTE hatte jetzt einen einzelnen Turbolader anstatt der zwei des Vorgängers. Neu angeboten wurden die Modelle Avante Four und Avante Four G (beide Avante 2,5 l mit permanentem Allradantrieb). Diese Wagen gab es nur mit vierstufigem, elektronisch geregeltem Automatikgetriebe. Der Tourer V und das nur mit Automatik erhältliche Modell Avante G 3.0 l waren auf Wunsch mit selbstsperrenden Differentialen in Verbindung mit der vierstufigen Automatik (ECT-iE) verfügbar, während die preisgünstigeren Modelle nur die normale Automatik (ECT-E) hatten.
1997 blieb die Modellpalette größtenteils unverändert, nur das Grundmodell Tourer 2,0 l kam dazu. Dieser Tourer wurde vom 1G-FE-Motor angetrieben, der 140 bhp (103 kW) bei 5.600 min−1 leistete. Auch hatte er die einfache vierStufen-Automatik ECT.
1998 erhielt dieses Grundmodell auf Wunsch ein Handschaltgetriebe und den Allradantrieb aus den Avante-Modellen, der Avante Four S wurde als Sondermodell mit verbesserter Innenausstattung geliefert. Die gesamte Chaser-Baureihe erhielt ein Facelift; die auffälligste Änderung waren neue Rückleuchten. Daneben kamen neue Nebelscheinwerfer in einer leicht abgeänderten Fahrzeugfront, andere Polsterstoffe innen, ein Dreispeichen- anstatt des bisherigen Vierspeichenlenkrades, orange anstatt der bisher weißen Instrumentenbeleuchtung und ein Kühlergrill mit zwei anstatt drei Querstäben.
Ende 2000 stellte Toyota die Fertigung des Chaser ein. Das neue Modell in dieser Klasse hieß Verossa und erhielt den gleichen Modellcode wie der Chaser. Auch den Cresta ereilte das gleiche Schicksal, nur der Mark II wurde noch in einer weiteren Generation (X110) gebaut. 2004 wurde der neu entwickelte Mark X X120 in Japan vorgestellt, der in sich viele Eigenschaften der früheren Modelle Chaser, Mark II und Cresta vereinigte. Der Mark X wurde dazu geschaffen, diese drei Modellreihen in einer zu vereinigen.

## Toyota Chaser auf der Rennstrecke
Obwohl der Chaser X100 in den 1990er Jahren am Japanese Touring Car Championship teilnahm, war er wegen seiner Auslegung mit Frontmotor und Hinterradantrieb mehr bei Drifting-Rennen eingesetzt. Etliche Toyota Chaser der Generationen X90 und X100 wurden für Drifting-Rennen umgebaut. Einige Versionen des Chaser wurden auch grundlegend für die Teilnahme an der Super Battle-Serie in Japan umgebaut.